# Magdalena (fiume)
Il Magdalena (Rio Magdalena) è uno dei maggiori fiumi della Colombia.
Nasce nelle Ande (Cordigliera centrale) e percorre quasi tutto il paese da Sud a Nord per una lunghezza di 1.538 km, di cui 1.230 navigabili.
Il suo bacino idrografico ha la superficie di 263.858 km². Comprende innumerevoli affluenti tra cui il Río Cauca, il Río Cesar e il Río Funza. La parte centrale del bacino costituisce la provincia di Magdalena Medio Antioquia, nel dipartimento di Antioquia.
Sfocia nell'Atlantico presso la città di Barranquilla. La foce a delta guida le sue acque nel Mare dei Caraibi.

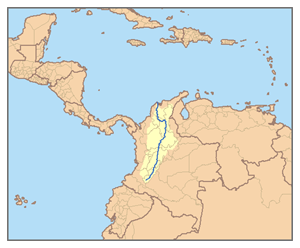
Bacino idrografico del Magdalena

Presenta un corso anastomizzato.